# 古城十忍
古城十忍（こじょう としのぶ、1959年 - ）は日本の劇作家・演出家。宮崎県小林市出身。東京都在住。本名、古城俊伸。

## 略歴
1959年、宮崎県小林市生まれ。宮崎県立小林高等学校、熊本大学法文学部法科卒業。
熊本日日新聞政治経済部記者を経て、1986年、劇団一跡二跳を結成。
2005年文化庁新進芸術家派遣にてロンドン及びスコットランドに200日間留学。
2008年7月同劇団を解散。
2009年、劇団ワンツーワークスを結成。
社団法人日本劇団協議会専務理事。新国立劇場演劇研修所講師。日本劇作家協会理事。

## 主な作品

### 演劇
- 赤のソリスト(初演1988年6月ザ･スズナリ、1991年7月而立書房より戯曲出版)
- 夏の夜の獏(原作・大島弓子、初演1992年3月ザ･スズナリ)
- ONとOFFのセレナーデ(初演1994年2月青山円形劇場、1994年11月而立書房より戯曲出版)
- 眠れる森の死体(初演1995年7月青山円形劇場、1997年11月而立書房より戯曲出版)
- 少女と老女のポルカ(初演1997年2月シアタートップス、1997年11月而立書房より戯曲出版)
- パラサイト・パラダイス(初演2003年12月シアタートップス、2005年9月而立書房より戯曲出版)
- 誰も見たことのない場所(初演2007年10月シアターサンモール)

### テレビドラマ
- 劇団演技者。 「眠れる森の死体」（フジテレビ、2005年）

### 脚本
- 2003年　朋友『R.P.G.』(原作:宮部みゆき)　脚本・演出
- 2008年　K-LINKS『妊娠させて！』脚本